# Forgive Me Friend
Forgive Me Friend – singel szwedzkiego duetu Smith & Thell wydany wspólnie z udziałem Swedish Jam Factory 10 sierpnia 2018 roku przez wytwórnię Playground Music. Utwór został wydany na minialbumie Telephone Wires, którego premiera odbyła się 9 stycznia 2019 roku oraz na wydanym 5 lutego 2021 albumie Pixie's Parasol.
Premiera telewizyjna odbyła się 15 sierpnia 2018 w programie Sommarkrysset.
Akustyczna wersja piosenki po raz pierwszy została zaprezentowana 12 listopada 2018, a oficjalne wydanie nastąpiło 18 kwietnia 2019.

Smith & Thell tak mówią o utworze: 

Piosenka opowiada o przyjaźni, która stała się kwaśna. O byciu młodym i naiwnym oraz myśleniu, że nigdy się nie zmienisz. O upadku z czarnej dziury i braku energii, by zająć się tymi, którzy mają dla ciebie największe znaczenie. Patrzeć wstecz, myśląc, że powinieneś postąpić inaczej, nawet jeśli wiesz, że jest już za późno.

## Notowania
| Kraj              | Lista (2018)      | Najwyższa pozycja | Certyfikat      |
| ----------------- | ----------------- | ----------------- | --------------- |
| Szwecja           | Sverigetopplistan | 7                 | platynowa płyta |
| Polska            | AirPlay – Top     | 1                 | platynowa płyta |
| Stany Zjednoczone | Alternative Songs | 22                | –               |